# Lancang (Samudera)
Lancang is een bestuurslaag in het regentschap Aceh Utara van de provincie Atjeh, Indonesië. Lancang telt 172 inwoners (volkstelling 2010).